# Pristimantis danae
Pristimantis danae é uma espécie de anfíbio  da família Craugastoridae.
Pode ser encontrada nos seguintes países: Bolívia e Peru.
Os seus habitats naturais são: florestas subtropicais ou tropicais húmidas de baixa altitude e regiões subtropicais ou tropicais húmidas de alta altitude.